# Унтеркульм
Унтеркульм (нім. Unterkulm) — громада  в Швейцарії в кантоні Ааргау, округ Кульм.

## Географія
Громада розташована на відстані близько 65 км на північний схід від Берна, 11 км на південний схід від Аарау.
Унтеркульм має площу 8,9 км², з яких на 14% дозволяється будівництво (житлове та будівництво доріг), 46,5% використовуються в сільськогосподарських цілях, 39,2% зайнято лісами, 0,2% не є продуктивними (річки, льодовики або гори).

## Демографія
2019 року в громаді мешкало 3134 особи (+8,2% порівняно з 2010 роком), іноземців було 30,8%. Густота населення становила 353 осіб/км².
За віковим діапазоном населення розподілялося таким чином: 20,3% — особи молодші 20 років, 60,1% — особи у віці 20—64 років, 19,6% — особи у віці 65 років та старші. Було 1334 помешкань (у середньому 2,3 особи в помешканні).
Із загальної кількості 1071 працюючого 58 було зайнятих в первинному секторі, 402 — в обробній промисловості, 611 — в галузі послуг.